# Endicott (Nova Iorque)
Endicott é uma vila localizada no condado de Broome, no estado de Nova Iorque, Estados Unidos. A população era de 13.392 habitantes em 2010. Faz parte da área metropolitana de Binghamton. A vila adotou esse nome e homenagem a Henry B. Endicott, fundador da empresa fabricante de calçados Endicott Johnson Corporation, que fundou a comunidade como a "Casa do Square Deal".
A vila de Endicott fica na cidade de Union e fica a oeste da cidade de Binghamton. A comunidade é atendida pelo Aeroporto Edwin A. Link Field. Faz parte das "Cidades Triplas", junto com Binghamton e Johnson City.

## História
A vila de Endicott era originalmente composta por duas vilas distintas: Union Village, incorporada em 1892, e Endicott, que foi incorporada em 1906. Union era uma cidade mercantil ao longo do rio Susquehanna estabelecida na década de 1790, servindo a área agrícola do município vizinho de Binghamton. Endicott, por outro lado, era originalmente uma cidade comercial projetada pela Endicott Johnson Corporation, que cresceu e se tornou a maior empresa de calçados do mundo na Primeira Guerra Mundial. Crescendo em uma grande extensão de terras agrícolas, era conhecida como uma polo comercial e, como resultado, adquiriu o apelido de "Magic City" ou "Cidade Mágica". Como as duas aldeias cresceram tanto que não havia mais qualquer distinção física entre elas, a aldeia Union foi fundida em Endicott em 1921.
Endicott é mais conhecida como o local de nascimento da IBM. A Computing-Tabulating-Recording Company (CTR) foi fundada em Endicott em 1911. A empresa utilizou uma tecnologia inventada por Herman Hollerith por meio da qual cartões de papel com furos em um padrão sistemático, chamados cartões perfurados, podiam ser “lidos” por máquinas por meio de contato elétrico.

## Geografia
A vila fica no lado norte do rio Susquehanna e da Interstate 86 (NYS Route 17).
De acordo com o Departamento do Censo dos Estados Unidos, a vila tem uma área total de 8,3 km2, dos quais, 0,01 km2 (0,13%) é composto por água.

## Demografia
De acordo com o censo de 2010, havia 13.392 pessoas, 6.058 domicílios e 2.994 famílias residindo na aldeia. A densidade populacional era de 4.198,1 habitantes por 1.620,9/km2. Havia 6.719 unidades habitacionais com uma densidade média de 813,2/km2. A composição racial da aldeia era de 86,64% de brancos, 6,96% de afro-americanos, 0,21% de ameríndios, 1,75% de asiáticos, 0,13% de polinésios, 0,98% de outras raças e 3,32% de duas ou mais raças. Hispânicos ou latinos de qualquer raça eram 4,44% da população.
Na cidade, a população consistia em 21,3% menores de 18 anos, 9,8% de 18 a 24 anos, 26,9% de 25 a 44 anos, 26,1% de 45 a 64 anos e 15,9% de 65 anos ou mais. A média foi de 38 anos. Para cada 100 mulheres, havia 93,4 homens. Para cada 100 mulheres com 18 anos ou mais, havia 91,0 homens.
A renda per capita da aldeia era de US$ 20.603. Cerca de 21,0% da população estavam abaixo da linha da pobreza.
No início do século 20, os italianos migraram para Endicott devido à oportunidade de empregos nas fábricas de calçados Endicott-Johnson. Os italianos estabeleceram-se na zona norte da aldeia e ainda apresentam uma população significativa.

## Educação
Endicott é atendida pelo Distrito Escolar Central Union-Endicott. Após uma enchente provocada pela tempestade tropical Lee (2011), onde se tornou Owego Elementary. Como resultado, Ann G. McGuinness Elementary foi transformada em uma escola K-5, e todos os alunos da 6ª série foram acolhidos pela Jennie F. Snapp Middle School.

## Pessoas notáveis
- Douglas Hurley, astronauta
- Chandler Jones, jogador da NFL
- Jon Jones, lutador de artes marciais
- Camille Paglia, autor, crítico de cinema
- Amy Sedaris, comediante
- David Sedaris, autor